# Loganova malina
Loganova malina (lat.  Rubus loganobaccus) je hibrid nastao križanjem kupine i maline. 

## Opis
Loganova malina nema gotovo nikakvih posebnih zahtjeva što se tiče klime i staništa,  osim što joj je potrebno vrlo sunčano stanište s malo sjene. Otporna je na mraz i mnoge bolesti.  Cvijeta u srpnju. Plod sazrijeva u kolovozu i rujnu.  Zreo je za branje kad dobije ljubičastu boju i promjera je oko 3-4 cm.  Plod je mek i sočan, te ima kiselkast okus. Zbog posebne arome su pogodni za pripravljanje sokova, marmelada i želea. 

## Podrijetlo
Loganova malina nastala je između 1880. i 1881. u Santa Cruzu, Kalifornija. Stvorio ju je američki sudac James Harvey Logan. U međuvremenu je u SAD-u križanac postao vrlo značajan u trgovini voćem. Osim u SAD-u Loganova malina se uzgaja u Engleskoj, Danskoj i Nizozemskoj.
Križanjima Loganove maline s običnom malinom dobivene su Laxtonova i Boysenova malina, a križanjem s kupinom stvorena je Youngova malina. U SAD-u su stvorene još mnoge hibridne vrste. One su vrlo osjetljive na hladnoću, posebno na mraz, pa nisu prikladne za uzgoj u uvjetima oštre kontinentalne klime. Zbog toga ni u budućnosti u Europi vjerojatno neće imati neko veće privredno značenje.